# Zygmunt Czarnecki (ornitolog)
Zygmunt Michał Marian Czarnecki (ur. 30 lipca 1930, zm. 26 października 1982 w Poznaniu) – polski ornitolog, jeden z założycieli Sekcji Ornitologicznej Polskiego Towarzystwa Zoologicznego i jej przewodniczący w latach 1972–1975.
Zygmunt Czarnecki uzyskał stopień doktora na Uniwersytecie im. Adama Mickiewicza w Poznaniu. Był redaktorem przewodnika Ptaki Europy, wydanego w 1982 przez Państwowe Wydawnictwo Naukowe.